# イスクイル
イスクイル (Ithkuil, Iţkuîl) は、1978年から2023年にかけて、アメリカ合衆国の言語学者ジョン・キハーダ (John Quijada) によって作られた非常に複雑な人工言語である。
イスクイルは現在4種類のバージョンが存在する。最初のバージョン イスクイル I は2004年に初めて公開された。続いてIlakshと呼ばれる イスクイル II が2007年に公開された。つぎにElartkʰaとも呼ばれる イスクイル III が2011年に公開された。このバージョンのイスクイルは同年に文法書も出版された。そして2023年には、Maţřëullaitとも呼ばれる イスクイル IV が公開された。イスクイルIVは、新イスクイル語（The New Ithkuil Language）とも呼ばれ、またその頭文字から TNIL と略されることがある。

## 概要
イスクイルに関する著者の説明によると、「仮説的言語のための哲学的設計」であり、アプリオリな哲学的言語と論理的言語の中間にみえる。作者は、どのように人間の言語が機能できるか、機能するかもしれないかを示そうとする。イスクイルは、自然的に進化した言語よりも少なく短い語を使って膨大な言語学的情報を伝達するよう設計された。他の言語の大半の文は、イスクイルに翻訳されるとより短くなるだろう。この言語は、特に人間の分類に関して、自然言語に見られるよりも人間認識の深い水準をより明らかに表現するようにも設計された。それは、自然の人間言語に見られる多義性と意味論的曖昧性を最小化するようにも努める。Iţkuîl という語自身は、ときどき「互いの用途を補う異なるか異目的とした語義の収集」のように文字通り翻訳できる（話・声・解釈を意味する）語根 “k-l” に由来する形成素である。
2004年および2009年(Ilaksh)には、ロシア語の大衆向け科学・IT雑誌「コンピュテーラ」でイスクイルが紹介された。また、2008年にはデイヴィッド・J・ピーターソンによりSmiley Awardがイスクイルに授与された。2013年、Bartłomiej Kamińskiが複雑な文章を素早く解析するために言語を体系化し、Julien Tavernierやその他無名の人々が後に続いた。2015年7月以降、キハーダはアルバム「Kaduatán」（イスクイルで「旅人」を意味する）の一部として、プログレッシブ・ロックなイスクイル楽曲を複数発表している。近年は主に英語、ロシア語、中国語、日本語のオンライン・コミュニティが発達している。

## 言語構成
- 語彙: 語彙は、子音クラスタからなる6000以上の語根からなる。各語根は母音変化による派生により12種類の語幹を構成する。あらゆる語幹は、膨大な派生語を作ることを可能にする非常に複雑な文法規則により変化しうる。
- 音韻論: イスクイルは、チェチェン語やアブハズ語のような様々な言語からの音声に基づく複雑な音韻論（31子音と9母音）を用いる。典型的な西洋のインド・ヨーロッパ言語の話者にとって、発音の非常に難しい音声もいくつかある。
- 形態音韻論: イスクイルは、第一に総合的言語であり、第二に膠着語である。イスクイルの形態音韻論は、子音交替と母音交替の両方、音節におけるアクセントや声調の変化、接頭辞、接尾辞、接中辞、接間辞を含む多くの異なる種類の接辞を利用する。

## 音韻論
イスクイル IV (2023) の音韻は31個の子音と9個の母音からなる。
|        |            | 唇音 | 歯音 | 歯茎音 | 歯茎音 | そり舌音 | 後部歯茎音 | 硬口蓋音 | 軟口蓋音 | 口蓋垂音 | 声門音 |
| 中線音 | 側面音     | 唇音 | 歯音 |        |        | そり舌音 | 後部歯茎音 | 硬口蓋音 | 軟口蓋音 | 口蓋垂音 | 声門音 |
| ------ | ---------- | ---- | ---- | ------ | ------ | -------- | ---------- | -------- | -------- | -------- | ------ |
| 鼻音   | 鼻音       | m    | n̪ n  |        |        |          |            |          | ŋ ň      |          |        |
| 破裂音 | 有声音     | b    | d̪ d  |        |        |          |            |          | ɡ        |          |        |
| 破裂音 | 無声音     | p    | t̪ t  |        |        |          |            |          | k        |          | ʔ ’    |
| 破擦音 | 有声音     |      |      | d͡z ẓ   |        |          | d͡ʒ j       |          |          |          |        |
| 破擦音 | 無声音     |      |      | t͡s c   |        |          | t͡ʃ č       |          |          |          |        |
| 摩擦音 | 有声音     | v    | ð ḑ  | z      |        |          | ʒ ž        |          |          |          |        |
| 摩擦音 | 無声音     | f    | θ ţ  | s      | ɬ ļ    |          | ʃ š        | ç        | x        | x        | h      |
| 流音   | はじき音   |      |      |        |        | ɽ r      |            |          |          |          |        |
| 流音   | 非はじき音 |      |      |        | l̪ l    |          |            |          |          |          |        |
| 接近音 | 接近音     | w    |      |        |        |          |            | j y      | (w)      | ʁ̞ ř      |        |

cʰ, c’ čʰ, č’, kʰ, k’, pʰ, p’, q, qʰ, q’, ř, tʰ, t’, xh は削除された。また x は [x]~[χ] で発音される。ň は k, g, x の前で n で表記される。dh はイスクイル IVでは ḑ （あるいは đ または ḍ）と表記される。
母音は以下に示される。
|          | 前舌母音 | 前舌母音 | 中舌母音 | 中舌母音 | 後舌母音 | 後舌母音 |
| 非円唇   | 円唇     | 非円唇   | 円唇     | 非円唇   | 円唇     |          |
| -------- | -------- | -------- | -------- | -------- | -------- | -------- |
| 狭母音   | i        |          |          | ʉ ü      |          | u        |
| 中央母音 | e        | ø ö      |          |          | ʌ ë      | o        |
| 広母音   | æ ä      |          |          |          | a        |          |

ê, î, ô, û は削除された。表に示されるように、ä は [æ]、a は [a]~[ɑ]、e は [ɛ]~[e]、i は [ɪ]~[i]、o は [ɔ]~[o]、u は [ʊ]~[u]、ë は [ə]~[ɤ]~[ʌ] で発音される。

## イスクイル学習による利点
サピア＝ウォーフの仮説は、人間が話す言語は、その者の考え方に影響を与える可能性があると述べる。スタニスラフ・コズロフスキーは、流暢なイスクイルの話者が典型的自然言語話者の5倍早く考えることができると推測する。イスクイルは非常に正確な総合的言語であり、その話者はより明らかかつ深く世界を理解することもできるだろうと議論する者もいるだろう。
しかし、言語が思考に影響を与えるだけでなく「思考を決定する」とする強い仮説は、主流の言語学では否定されている。 加えてキハーダは、イスクイル話者の思考速度が必ずしも速くなるとは思わないと述べている。イスクイルの単語は冗長性が排除されてはいるが、1単語が話されるまでに自然言語よりも多くの思考を必要とするためである。

## 過去のバージョン

### イスクイル I (2004)
イスクイルのオリジナルバージョン（イスクイル I）は現行のイスクイル IVに比べて複雑な音韻論を持つ。言語名Iţkuîlの由来はイスクイル Iによるものである。

#### 音韻論
イスクイル Iの子音は以下の通りである:
|          | 唇音        | 歯音        | 歯茎音      | そり舌音        | 後部歯茎音  | 硬口蓋音    | 軟口蓋音    | 口蓋垂音    | 咽頭音 | 声門音 |
| -------- | ----------- | ----------- | ----------- | --------------- | ----------- | ----------- | ----------- | ----------- | ------ | ------ |
| 破裂音   | [p b pʰ p'] | [t d tʰ t'] |             |                 |             | [c ɟ cʰ c'] | [k g kʰ k'] | [q ɢ qʰ q'] |        | [ʔ]    |
| 破擦音   |             |             | [ʦ ʣ ʦʰ ʦ'] | [tʂ dʐ tʂʰ tʂ'] | [ʧ ʤ ʧʰ ʧ'] | [cç']       | [kx']       | [qχ']       |        |        |
| 摩擦音   | [f v]       | [θ ð]       | [s z]       | [ʂ ʐ]           | [ʃ ʒ]       | [ç ʝ]       | [x ɣ]       | [χ]         | [ħ]    | [h]    |
| 鼻音     | [m]         | [n]         |             |                 |             |             | [ŋ]         |             |        |        |
| はじき音 |             |             | [ɾ]         |                 |             |             |             |             |        |        |
| 側面音   |             |             | [l ɫ ɬ tɬʰ] | [ɭ]             |             |             |             |             |        |        |
| 接近音   | [w]         |             |             |                 |             | [j]         |             | [ʁ̞]         |        |        |

/m n ŋ l ɫ ɭ/は音節となりうる。/h/は、母音に先立つときと他の子音に続いたとき、[ɸ]と発音する。/tɬʰ/は、[tɬ']の自由変異である。この文字は語のはじめにおいてより一般的である。/j w/を除くすべての子音は、二重子音になりうる。二重子音化したとき、/h/は、両歯音的摩擦音のように発音され、/ɾ/は歯茎ふるえ音として発音される。
イスクイルの母音は以下の通りである：
|          | 前舌母音 | 中舌母音 | 後舌母音 |
| -------- | -------- | -------- | -------- |
| 狭母音   | [i y]    | [ʉ]      | [ɯ u]    |
| 準狭母音 | [ɪ]      |          | [ʊ]      |
| 半狭母音 | [e ø]    |          | [ɤ o]    |
| 半広母音 | [ɛ œ]    |          | [ɔ]      |
| 広母音   | [æ]      | [a]      | [ɑ]      |

イスクイル Iの二重母音は/ai æi ei ɤi øi oi ʊi au æu eu ɤu ɪu ou øu aɯ eɯ ɤɯ ʊɯ oɯ ɪɯ æɯ øɯ ʉɯ ae/である。母音の他のすべての順序は、別々の音節として発音される。

#### 用例
| 発音: /oum.pε.a æ.x’æ.æ.ɬʊk.tɤx/                                                                         |
| 転写: Oumpeá äx’ääļuktëx.                                                                                |
| 英訳: On the contrary, I think it may turn out that this rugged mountain range trails off at some point. |
| 和訳: それどころかこの起伏の激しい山があるところで見えなくなることが分かるかもしれないと思う。           |

### イスクイル II (2007)
ロシアの雑誌コンピュテーラ（露：Компьюте́рра）でイスクイルについての記事が出版された後、幾人かのロシア人話者がキハーダに連絡してその言語を学ぶことに興味を表明した。キハーダは（学びたいと主張する幾人かに要求されたため）この言語をより簡単に発音するために82から48に音素数を削減したその言語の形態音韻論の完全改訂であるイスクイル II (Ilaksh)に改定された。

### イスクイル III (2011)
イスクイル IIIには45個の子音と13個の母音がある。以下の表では、左列に音素、右列にイスクイルにおけるラテン文字転写を記す。音素の記号と転写が同じように書かれる場合は省略する。
|          |          | 両唇音 | 歯音  | 歯茎音 | 歯茎音 | 後部歯茎音 | 硬口蓋音 | 軟口蓋音 | 口蓋垂音 | 声門音 |
| 中線音   | 側面音   | 両唇音 | 歯音  |        |        | 後部歯茎音 | 硬口蓋音 | 軟口蓋音 | 口蓋垂音 | 声門音 |
| -------- | -------- | ------ | ----- | ------ | ------ | ---------- | -------- | -------- | -------- | ------ |
| 鼻音     | 鼻音     | m      | n̪ n   |        |        |            |          | ŋ ň      |          |        |
| 破裂音   | 有声音   | b      | d̪ d   |        |        |            |          | ɡ        |          |        |
| 破裂音   | 無声音   | p      | t̪ t   |        |        |            |          | k        | q        | ʔ ’    |
| 破裂音   | 有気音   | pʰ     | t̪ʰ tʰ |        |        |            |          | kʰ       | qʰ       |        |
| 破裂音   | 放出音   | pʼ     | t̪ʼ tʼ |        |        |            |          | kʼ       | qʼ       |        |
| 破擦音   | 有声音   |        |       | d͡z ż   |        | d͡ʒ j       |          |          |          |        |
| 破擦音   | 無声音   |        |       | t͡s c   |        | t͡ʃ č       |          |          |          |        |
| 破擦音   | 有気音   |        |       | t͡sʰ cʰ |        | t͡ʃʰ čʰ     |          |          |          |        |
| 破擦音   | 放出音   |        |       | t͡sʼ c’ |        | t͡ʃʼ č’     |          |          |          |        |
| 摩擦音   | 有声音   | v      | ð dh  | z      |        | ʒ ž        |          |          |          |        |
| 摩擦音   | 無声音   | f      | θ ţ   | s      | ɬ ļ    | ʃ š        | ç        | x        | χ xh     | h      |
| はじき音 | はじき音 |        |       | ɾ r    |        |            |          |          |          |        |
| 接近音   | 接近音   |        |       |        | l      |            | j y      | w        | ʁ̞ ř      |        |

/m n̪ ŋ l ɽ/ は音節主音になりうる。また /j w ʔ/ を除く全ての子音は長子音にすることができる。/h/ の長子音は無声両歯摩擦音 ([h̪͆]) または無声咽頭摩擦音 ([ħ])、/ɾ/ の長子音は歯茎ふるえ音 ([r]) で発音される。
イスクイルには以下のように 13個の母音がある。
|          | 前舌母音 | 中舌母音 | 後舌母音 |
| -------- | -------- | -------- | -------- |
| 狭母音   | iː î     | [ʉ~y] ü  | uː û     |
| 準狭母音 | ɪ i      |          | ʊ u      |
| 半狭母音 | eː ê     |          | oː ô     |
| 中央母音 | [œ~ø] ö  | ə ë      |          |
| 半広母音 | ɛ e      |          | ɔ o      |
| 広母音   |          | ä a      | ɑ â      |

/ɪ ʊ/ は語末で他の母音が後続するとき、 /i u/ のように発音される。/ɛ ɔ/ は /ɪ ʊ/ 以外の母音が後続するとき、 /e o/ のように発音される。
イスクイル IIIの二重母音は /äɪ̯/, /ɛɪ̯/, /əɪ̯/, /ɔɪ̯/, /ø̞ɪ̯/,  /ʊɪ̯/, /äʊ̯/, /ɛʊ̯/, /əʊ̯/, /ɪʊ̯/, /ɔʊ̯/, /ø̞ʊ̯/ である。これら以外の全ての母音連続は別々の音節として発音される。グレイヴ・アクセントは母音連続が二重母音でないことを表すために使われる。 また、グレイヴ・アクセントとアキュート・アクセントは強勢を表すために使われる。

#### 用例
| 発音: /tram.mɬœj ħɑs.maʁ.pθʊk.tox/                                                                       |
| 転写: Tram-mļöi hhâsmařpţuktôx.                                                                          |
| 英訳: On the contrary, I think it may turn out that this rugged mountain range trails off at some point. |
| 和訳: それどころかこの起伏の激しい山があるところで見えなくなることが分かるかもしれないと思う。           |